# 雪花 (北京爱乐合唱团歌曲)
雪花是由张帅作词、作曲，北京爱乐合唱团演唱的一首歌，作为北京2022年冬奥会开幕式主题曲，在开幕式中的和平鸽展示环节及火炬点燃仪式上演唱。

## 创作背景
2022年2月6日，歌曲作者张帅接受新华社记者张扬专访时称：“这个开幕式就是在讲一朵雪花的故事，我觉得首先雪花跟冬天、冬奥它有一个直接的联系，它代表了人类共同的美好、纯洁这样的一种追求”。

## 歌曲应用
在北京冬奥会开幕式和平鸽展示环节当时，除该合唱团对其歌曲进行演唱外，还伴有一群小朋友在现场当中自由奔跑，而且还在京津冀等地区下2022年春节后第一场雪时，有一部分当地的网友拍摄雪景时使用此曲作为配乐。
另外，还有人向北京冬奥组委建议制作以主火炬台为原型，以此曲为配乐的八音盒。

## 奖项
| 年份 | 颁奖机构 | 奖项        | 结果 |
| ---- | -------- | ----------- | ---- |
| 2022 | 人民日报 | 2022十大BGM | 获选 |